# 131-я пехотная дивизия (вермахт)
131-я пехотная дивизия (нем. 131. Infanterie-Division) — тактическое соединение сухопутных войск вооружённых сил нацистской Германии периода Второй мировой войны.

## История
131-я пехотная дивизия была сформирована 5 октября 1940 года на территории военного учебного центра «Берген» в 11-м военном округе во время 11-й волны мобилизации Вермахта. Дивизия была уничтожена советскими войсками в ходе Восточно-Прусской операции в апреле 1945 года.

## Местонахождение
- с октября 1940 по июнь 1941 (Германия)
- с июня 1941 по август 1944 (СССР)
- с августа 1944 по апрель 1945 (Восточная Пруссия)

## Подчинение
- 12-й армейский корпус 9-й армии группы армий «Центр» (август — октябрь 1943)

## Командиры
- генерал-лейтенант Генрих Мейер-Бюрдорф (5 октября 1940 — 10 января 1944)
- генерал-лейтенант Фридрих Вебер (10 января 1944 — 16 апреля 1945)

## Состав
- 431-й гренадерский полк
- 432-й гренадерский полк
- 434-й гренадерский полк
- 131-й артиллерийский полк
- 131-й сапёрный батальон
- 131-й противотанковый дивизион
- 131-й батальон связи
- 131-й отряд материального обеспечения
- 131-й полевой запасной батальон